# A museum 〜30th single collection live〜
『A museum 〜30th single collection live〜』（エー・ミュージアム・サーティース・シングル・コレクション・ライブ）は、2003年10月9日から10月31日まで行われた浜崎あゆみのライブ、および2004年9月29日に発売されたDVD。なお、タイトルの最初にある「A」はロゴ表記。

## 解説
浜崎あゆみが2003年に30枚目のシングル「forgiveness」をリリースしたことを記念してのライブ。ビデオ・クリップ集『COMPLETE CLIP BOX』との同時発売である。

## 曲目
1. A Song for ×× (※アルバム曲)
2. Greatful days
3. evolution
4. poker face
5. Trust
6. Depend on you
7. YOU
8. Dearest
9. ℳ
10. appears
11. vogue
12. NEVER EVER
13. SURREAL
14. Fly high
15. UNITE!
16. AUDIENCE
17. forgiveness

encore
1. SEASONS
2. No way to say
3. independent
4. Boys & Girls
5. Trauma
6. flower garden (※アルバム曲)
7. Who... (※アルバム曲)

## 参加ミュージシャン
- 浜崎あゆみ：Vocal

バンドメンバー
- エンリケ：Bass
- 野村義男：Guitar
- 小林信吾：Keyboards
- 友成好宏：Keyboards
- 牟田昌広：Drums
- 濱田“ペコ”美和子：Chorus
- 山崎“プリンセス”陽子：Chorus
- A Special Strings：Strings